# Geodena confluens
Geodena confluens là một loài bướm đêm trong họ Geometridae.